# Ricordi?
Ricordi? è un film del 2018 scritto e diretto da Valerio Mieli.

## Trama
La storia sentimentale ed intima di due persone, diverse ed affini, che viaggiano lungo i percorsi, gli stati d'animo, le nebbie e le nevi della memoria del loro vissuto, del loro incontro e del loro stare insieme, dove il passato è specchio e artefice del presente.

## Produzione
Le riprese del film sono iniziate nel novembre 2016

## Distribuzione
È stato presentato alla 75ª Mostra internazionale d'arte cinematografica di Venezia, unico film italiano in concorso alle Giornate degli autori.

## Accoglienza

### Critica
A dieci anni dal film Dieci inverni, Ricordi? rappresenta lo strano luogo della memoria e la non-logica del tempo intimo. La cornice è la storia d'amore fra due giovani vacanzieri di opposti caratteri, conosciutisi nell'isola di Ponza e nel frattempo diventati adulti. Un intreccio di flashback anche di pochi secondi, ambientati in spazi aperti, mostra un passato, che non è mai un'esperienza di salvezza definitivamente archiviata, ma un mito che sempre riverbera effetti nell'oggi e si prolunga nel domani, azzerando la maggiore autorità e autorevolezza del narratore in quanto testimone diretto dei fatti, influenzandosi reciprocamente. Le versioni dei fatti date dai due protagonisti sono simili, ma presentano delle incongruenze interne e l'uno rispetto all'altra, che rendono impossibile la ricostruzione di una verità unica e per tutti.
Il montaggio è avvenuto in due parti, di cui una al termine delle riprese estive e un'altra a conclusione dei mesi invernali, riuscendo a rendere i racconti inaffidabili e ad insinuare nel pubblico il dubbio se si descrivano fatti o meri ricordi di fantasia.
Il tempo della pellicola non è lineare e logico, ma descrive un movimento a spirale, un flusso di coscienza continuo ed ininterrotto che più volte ritorna nello stesso punto di partenza ad un più alto livello di consapevolezza, in cui i ricordi sono collegati tra loro, in base alla propria somiglianza in termini di emozione generata. Il regista-filosofo ha dichiarato che «la caratteristica di questo film non è tanto cosa è raccontato ma come viene raccontato. Tutto è narrato solo attraverso i ricordi dei personaggi. Noi non vediamo quello che succede in quel momento, ma come ciò che è successo l'ha vissuto l'uno e come l'ha vissuto l'altra».  Il presente è il luogo dove si riscrive il passato, e l'amore rimane vivo solo nelle differenze del ricordo.
Il film si colloca a metà fra il cinema commerciale e quello sperimentale, propone al pubblico una storia in cui i protagonisti non hanno nemmeno un nome, mentre le immagini delle emozioni dominano su una storia di fondo che è ordinaria e comune, semplice e lineare. Privo di sostanziali riferimenti ai luoghi comuni e singoli grandi nomi del cinema, a eccezione di Se mi lasci ti cancello, Ricordi? mostra la memoria umana con una centralità del tutto nuova nella storia di quest'arte.

## Riconoscimenti
- 2018 – Mostra internazionale d'arte cinematografica di Venezia[10][11][12]
  - Premio FEDIC - menzione speciale
  - Premio del pubblico BNL Gruppo BNP Paribas
  - NuovoImaie Talent Award a Linda Caridi
- 2020 – David di Donatello[13]
  - Candidatura alla migliore sceneggiatura originale a Valerio Mieli
  - Candidatura alla migliore attrice protagonista a Linda Caridi
  - Candidatura alla migliore autrice della fotografia a Daria D'Antonio